# Yazid Atouba
Yazid Atouba Emane (Yaundé, Camerún; 2 de enero de 1993) es un futbolista camerunés. Actualmente pertenece a la plantilla del club Coton Sport de su país.

## Selección nacional

### Participaciones en torneos internacionales
| Torneo                                  | Sede     | Resultado        |
| --------------------------------------- | -------- | ---------------- |
| Copa Mundial de Fútbol Sub-20 de 2011   | Colombia | Octavos de final |
| Campeonato Africano de Naciones de 2016 | Ruanda   | Cuartos de final |

## Clubes
| Selección         | País                            | Año/s             |
| ----------------- | ------------------------------- | ----------------- |
| Chicago Fire      | Estados Unidos                  | 2013 - 2014       |
| Coton Sport       | Camerún                         | 2015 - 2016       |
| Vita Club         | República Democrática del Congo | 2016 - 2017       |
| Maritzburg United | Sudáfrica                       | 2017 - Actualidad |